# Beisselstraße 5 (Bergheim)

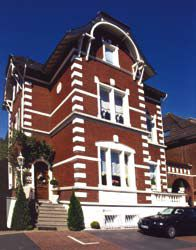
Das Haus Beisselstraße 5

Das Haus Beisselstraße 5 (früher „Das Kopp-Haus“ genannt) ist ein historisches Gebäude, welches sich in der Innenstadt der Kreisstadt Bergheim im Rhein-Erft-Kreis befindet.

## Baugeschichte und Architektur
Das Haus an der Kleinen Erft ließ der Rentmeister Heinrich Kopp 1904 erbauen. Er nutzte es viele Jahre als Wohnhaus. 1928 bewohnte dann der Ingenieur Wilhelm Josef Wellpott dieses Haus und lebte hier bis 1969. Danach wurde es von der alteingesessenen Familie Meyer erworben, die das Gebäude vollständig umbauen und renovieren ließ.
Für den Bau wurden rötlich gefärbte Ziegelsteine verwendet. Die rötliche Grundfarbe wird ergänzt durch die weißen Gewände der Fenster, durch weiße Eckquader und durch weiße Rundsteine. Die beiden Farben ergänzen sich im Sinne einer harmonischen Gestaltung der Fassade des Hauses und verleihen ihm insgesamt einen aufgelockerten und heiteren Charakter. Die Beisselstraße ist erst 1902/03 erschlossen worden. Man erbaute sie auf dem Gelände des ehemaligen „Weidenbachschen Dammes“. Die Grundstücke gehörten dem Kölner Kaufmann Karl Westhoff. Kurz nach der Erschließung errichtete man hier neben dem Haus Nr. 5 das Gebäude der Kreisspar- und Darlehnskasse (Vorgängerin der Kreissparkasse) sowie die Wohnhäuser der Familien Ludwig Müller (Kanalinspektor) und Lambert Knüchel (Gärtnereibesitzer).

## Heutige Nutzung
Heute wird das Haus als Wohnhaus genutzt und ist nach wie vor im Besitz der Familie Meyer.